# Pejzaż znad Arno
Pejzaż znad Arno (również Pejzaż Arno) – rysunek Leonarda da Vinci wykonany 5 sierpnia 1473 roku piórem na częściowo zatartym szkicu. Znajduje się w zbiorach Galerii Uffizi we Florencji.
Rysunek przedstawia ukazany z lotu ptaka widok na skaliste wzgórza i roślinność doliny rzeki Arno. Pejzaż stanowi wspomnienie z dzieciństwa artysty. Leonardo wiernie odtworzył płaszczyzny uwarstwionych skał na zboczach urwistych skalistych formacji podmytych przez Arno. Horyzont w tle jest nieostry i zamglony. Jego wymiary wynoszą 19 × 28,5 cm. Został on wykonany szybkimi pociągnięciami pióra.
Jest to najwcześniejszy rysunek Leonarda da Vinci.
Autorstwo Leonarda potwierdza także styl dzieła, zbliżony do stylu innych jego pejzaży. Wskazuje na to także niezwykła zdolność do budowania perspektywy powietrznej, jakby powietrze rzeczywiście mogło wypełniać i poruszać się między pierwszym planem a dalą przedstawioną na rysunku. Artysta użył lekkich pociągnięć, aby imitować wiatr wiejący między koronami drzew, gęstszymi kreskami naszkicował skały i kaskady wody, podczas gdy przy rysowaniu zamku oraz pochyłości użył czytelnych konturów.